# Chaosium
Chaosium è una casa editrice statunitense, delle più vecchie ancora in esistenza tra quelle di giochi di ruolo.

## Storia
La Chaosium fu fondata da Greg Stafford nel 1974, usando tutti i risparmi (10.000 dollari) di un anno di lavoro all'ospedale, per poter pubblicare il suo wargame White Bear and Red Moon, dopo che tre tentativi di vendita a ditte differenti si conclusero tutti con il fallimento della ditta prima della pubblicazione del gioco. White Bear and Red Moon era ambientato nel mondo fantasy di Glorantha che Stafford aveva ideato a partire dal 1966 come sfogo per la sua immaginazione e inizialmente con l'obbiettivo di diventare uno scrittore fantasy, ma dopo aver ricevuto una lettera di rifiuto decise di combinare la sua passione con il fantasy e quella dei wargame per sviluppare un gioco con un'ambientazione estremamente dettagliata.
Il nome "Chaosium" è deriva da quello dell'Oakland Coliseum (che si trovava vicino all'abitazione di Stafford) combinato con la parola "chaos".
Il nuovo wargame fu un successo e la Chaosium iniziò a stampare la rivista Wyrm's Footnotes che conteneva varianti delle regole del gioco e racconti sull'ambientazione. Nel 1977 stampò il secondo wargame della serie Nodad Gods, ma il terzo previsto Masters of Luck & Death non fu mai stampato. Comunque la Chaosium pubblicò diversi altri giochi da tavolo, tra cui Elric (Greg Stafford, 1977) ambientato nel mondo di Elric di Melniboné su licenza di Michael Moorcock, King Arthur's Knights (Greg Staffor, 1978) un gioco d'avventura di ambientazione arturiana, Lords of the Middle Sea (Lynn Willis, 1978), Stomp! (1978) e Panzer Pranks (1980)
Il primo gioco di ruolo pubblicato dalla Chaosium fu un supplemento non ufficiale per Dungeons & Dragons, un compendio di mostri intitolato All the Worlds' Monster che Steve Perren e Jeff Pimper avevano proposto senza successo alla TSR, rivolgendosi quindi alla Chaosium quando questa fu rifiutata. Il primo gioco di ruolo originale pubblicato fu RuneQuest (1978) sempre ambientato nel mondo di Glorantha e sviluppato da Steve Perrin con Steve henderson, Warren Jones e Ray Turney, dopo che un primo regolamento proposto sviluppato da altri autori era stata rifiutato da Stafford perché troppo simile a Dungeons & Dragons. La rivista Wyrm's Footnotes iniziò a essere sempre più dedicata a RuneQuest. Tra i supplementi pubblicati per RuneQuest in questo periodo oltre a più standard dungeon crawl alcuni particolarmente degni di nota per la loro novità ci sono Cult of Prax (1979) e Cults of Terror (1981) i primi supplementi per giochi di ruolo a trattare approfonditamente la religione e che possono essere considerati i primi esempi di Splatbook, Griffin Mountain (Paul Jaquays, Rudy Kraft e Greg Stafford, 1981) una descrizione dettagliata di una regione di Glorantha e Pavis: Threshold to Danger (Steve Perrin, Ken Rolston, Greg Stafford, Anders Swenson, 1983) e Big Rubble (Steve Perrin, Greg Stafford, 1983) che descrivono in maniera ancora più dettagliata una città della zona e le rovine sotto di essa.. Trollpak (Sandy Petersen, Greg Stafford, 1983) un dettagliato supplemento sui troll è un esempio ancora migliore di primo splatbook.
Il 7 febbraio 1978 la compagnia fu registrata ufficialmente come Chaousium Inc. Il primo dipendente assunto fu Tadashi Ehara, il secondo Lynn Willis. Nel 1980 fu assunto Charlie Krank. Nel corso della sua esistenza la compagnia è oscillata da cinque/sette dipendenti nei periodi di maggior successo fino a nessuno in quelli cattivi
Dal 1979 fino al 1985 la Chaosium pubblicò la rivista generalista sui giochi di ruolo Different Worlds di cui fu direttore responsabile Tadashi Ehara. Nel 1985 Ehara lasciò la Chaosium, portandosi con sé la rivista, che continuò indipendentemente la pubblicazione fino al numero 47 dell'autunno 1987.
Particolarmente degno di nota Thieves' World (1981), un supplemento su licenza che dettaglia l'omonima ambientazione creata da Robert Asprin contiene statistiche di gioco per otto sistemi di gioco diversi (Advanced Dungeons & Dragons, Adventures in Fantasy, Chivalry & Sorcery, DragonQuest, The Fantasy Trip, RuneQuest, Traveller e Tunnel e Troll) con contributi di numerose personalità dell'epoca tra cui Dave Arneson, Ken St. Andre, Marc Miller, oltre a quelli dei contributori regolari della Chaosium. Il manuale fu un supplemento ufficialmente autorizzato dalla TSR, poiché quest'ultima aveva utilizzato senza permesso le divinità di Melniboné e dei miti di Cthulhu per la prima edizione di Deities & Demigods ( Robert J. Kuntz, James M. Ward, 1980) e la Chaosium (che deteneva i diritti per la loro pubblicazione) ottenne il permesso di usare il marchio AD&D in cambio del permesso per la TSR di continuare a usare le due ambientazioni.
Un secondo supplemento multistatistiche che avrebbe dovuto essere dedicato a Lankhmar, la città in cui sono ambientate le avventure di Fafhrd e il Gray Mouser, ma la Chaosium dovette cambiare i suoi piani perché l'autore delle storie, Fritz Leiber aveva ceduto i diritti per il loro uso anche alla TSR e questa aveva minacciato di fargli causa. Piuttosto che causare problemi a Leiber Stafford rinunciò alla pubblicazione del manuale. A parte la ristampa di alcuni manuali della Midkemia Press nel 1985-1987 la Chaosium non produsse più supplementi multisistema.
Nel 1980 Stafford e Lynn sintetizzarono il regolamento di RuneQuest nel Basic Role-Playing, un sistema generico di gioco di ruolo che fu usato per i successivi giochi di ruolo pubblicati dalla Chaosium il primo dei quali fu Stormbringer (Ken St. Andre, 1981), ambientato nel mondo di Elric di Melnibonè.Non fu il primo gioco di ruolo su licenza, poiché il primo fu Star Trek: Adventure Gaming in the Final Frontier del 1978, ma fu il primo a essere supportato con prodotti regolari.
Più tardi, sempre nel 1978, fu pubblicato Il richiamo di Cthulhu di Sandy Petersen, che divenne il gioco di ruolo più famoso della Chaosium e il più popolare gioco di ruolo horror fino all'avvento di Vampiri: la masquerade negli anni novanta. Petersen aveva già proposto un gioco di ruolo di ambientazione lovecraftiana qualche anno prima, ma la sua offerta era stata rifiutata perché la Chaosium era già impegnata per un altro gioco di ruolo, Dark Worlds, scritto da Kurt Lortz. Dark Worlds però fu infine rifiutato e la proposta di Petersen accettata.
Nel 1982 la Chaosium dimostrò ulteriormente le possibilità del basic roleplaying system pubblicando Worlds of Wonder (Steve Perrin) un set in scatola che conteneva tre ambientazioni diverse, una fantasy, una di fantascienza e una supereroistica, ognuna descritta in un proprio libretto di 16 pagine. Era prevista la pubblicazione di altri libretti, ognuno contenente una nuova ambientazione, ma il progetto non si concretizzò, in compenso l'ambientazione supereroistica evolse in una proprio gioco di ruolo, Superworld (1983). A sua volta l'ambientazione fantasy fu ripresa in Svezia dove fu pubblicata come Drakar Och Demoner (1982) e si evolse in più edizioni, anche se già a partire dalla seconda aveva deviato notelmente dalle radici del Basic Roleplay.
La Chaosium e Greg Stafford sono anche stati responsabili per Pendragon, un gioco di ruolo Arturiano ora pubblicato dalla Green Knight Publishing. Altri giochi degni di nota includono Mythos, Elfquest (tratto dal fumetto omonimo), Worlds of Wonder, Superworld, Hawkmoon, Credo e Prince Valiant (tratto dall'omonimo fumetto).
Alla metà degli anni ottanta la Chaosium stipulò un accordo complesso con la Avalon Hill che permetteva a questa di pubblicare materiale su RuneQuest mentre la Chaosium manteneva il controllo editoriale sul materiale basato su Glorantha per il gioco. Mentre questo accordo permise alla compagnia di rimanere in esistenza, lasciò anche Runequest moribondo, portando a prodotti di dubbia qualità, lunghi periodi senza nuove pubblicazioni ed infine alla sua morte.
Alla fine degli anni novanta la Chaosium si divise in diverse compagnie, ognuna concentrata su alcuni dei prodotti della compagnia. La Green Knight Publishing fu formata per concentrarsi su Pendragon, la Chaosium mantenne Call of Cthulhu, Stormbringer e Mythos, mentre Greg Stafford fondò la Issaries per pubblicare Hero Wars e concentrarsi a pubblicare nuovo materiale dedicato a Glorantha. Inoltre venne formata la Wizard's Attic per gestire le ordinazioni.